# Ісмаель Кіруї
Ісмаель Кіруї (англ. Ismael Kirui; нар. 20 лютого 1975) — кенійський легкоатлет, який спеціалізувався в бігу на довгі дистанції.
Одружений з кенійською бігункою Роуз Черуйот (нар. 1976).
Старший брат — Річард Челімо (1972—2001) — призер Олімпійських ігор та чемпіонатів світу, рекордсмен світу.
Має двоюрідних братів: Мозес Кіптануї (нар. 1976) — олімпійський призер, чемпіон та рекордсмен світу; Вільям Мутвол (нар. 1963) — олімпійський призер.

## Спортивні досягнення
Дворазовий чемпіон світу з бігу на 5000 метрів (1993, 1995).
Срібний (1995) та бронзовий (1993, 1996) призер чемпіонатів світу з кросу в індивідуальному заліку. Чотириразовий чемпіон світу з кросу у дорослій віковій категорії в командному заліку (1993, 1995, 1996, 1998). Чемпіон світу з кросу серед юніорів в індивідуальному (1992) та командному заліках (1990, 1991, 1992).
Срібний призер чемпіонатів світу серед юніорів з бігу на 5000 метрів (1992) та 10000 метрів (1990).
Чемпіон Кенії з бігу на 10000 метрів (1993).
Тричі встановлював рекорди світу серед юніорів у бігу на 5000 метрів — 13.06,71, 13.06,50 та 13.02,75 (всі — 1993).